# Aleksandar Ljahnicky
Aleksandar Ljahnicky hrvatsko-američki je arhitekt i likovni umjetnik. Specijalizira se u grafičkom dizajnu, scenografiji te u dizajnu nacionalnih paviljona na međunarodnim sajmovima. Svoja likovna djela izlaže na međunarodnoj razini u muzejima i galerijama. Do 1995. živi u Zagrebu, a zatim se seli u New York gdje trenutno živi i radi.

## Životopis
Aleksandar Ljahnicky rođen je 1933. u Oklaju, u blizini Šibenika. Završio je gimnaziju Antuna Vrančića u Šibeniku te se potom seli u Zagreb gdje je 1958. diplomirao na Arhitektonskom fakultetu Sveučilišta u Zagrebu. Od 1953. do 1958. studira slikarstvo i scenografiju kod profesora Kamila Tompe na Akademiji dramske umjetnosti u Zagrebu. 
Njegovi rani radovi u grafičkom dizajnu (1958.) nagrađeni su te su dio stalne zbirke Muzeja za umjetnost i obrt u Zagrebu, a trenutno su uključeni u digitalne platforme Europske unije za europsku kulturnu baštinu. Njegov je dizajnerski rad predstavljen i na retrospektivnoj izložbi hrvatskog dizajna "Dizajn u gradu" u Zagrebu 2019. godine. 
Od 1957. do 2000. Aleksandar Ljahnicky intenzivno je radio na dizajnu nacionalnih paviljona na međunarodnim sajmovima po cijelom svijetu. Od 1970. do 1987. radio je kao direktor scenografije na Televiziji Zagreb. i u oglasnom zavodu Hrvatske (OZEHA). Radio je scenografije za “Obično gledamo” J. Lovretića, “Kviskoteku” Laze Goluže, “Dobar dan” Saše Zalepugina te je autor najavnih špica i mnogih telopa. 
Projekt Aleksandra Ljahnickog za neizgrađeni muzej u Čazmi bio je tema istraživanja i rasprave. Njegova skulptura za ljetnu scenu nastala 1988. jedna je od atrakcija parka Maksimir. Godine 1994. u Japanu je dobio nagradu Grand Prix za gradsku skulpturu.
Aleksandar Ljahnicky izlaže svoja likovna djela od početka 1990-ih. Godine 1993. imao je samostalnu izložbu pod nazivom New York 2 u galeriji Paulina Riehoff u New Yorku i na Sveučilištu New York. Godine 1994. u suradnji s hrvatsko-američkim društvom njegova su djela predstavljena u Muzeju Mimara. Godine 1998. samostalno je izlagao u zagrebačkoj galeriji Klovićevi dvori. 
Očaran japanskom planinom Fuji, Ljahnicky je napravio niz slika i triptiha, namijenjenih kao homagij planini Fuji, te ih je predstavio na svojoj samostalnoj izložbi u Institutu za kulturu Tenri u New Yorku 2019. Mnoga njegova djela nalaze se u privatnim zbirkama.

## Vanjske poveznice
- Razgovor s Aleksandrom Ljahnicky 2017.
- Razgovor s Aleksandrom Ljahnicky 2018.
- Aleksandar Ljahnicky "Fuji"